# Havange
Havange (fràncic lorenès Hiewéng) és un municipi francès situat al departament del Mosel·la i a la regió del Gran Est. L'any 2007 tenia 413 habitants.

## Demografia

### Població
El 2007 la població de fet de Havange era de 413 persones. Hi havia 146 famílies, de les quals 28 eren unipersonals (8 homes vivint sols i 20 dones vivint soles), 45 parelles sense fills, 69 parelles amb fills i 4 famílies monoparentals amb fills.
La població ha evolucionat segons el següent gràfic:
Habitants censats

### Habitatges
El 2007 hi havia 155 habitatges, 146 eren l'habitatge principal de la família i 9 estaven desocupats. 136 eren cases i 19 eren apartaments. Dels 146 habitatges principals, 109 estaven ocupats pels seus propietaris, 32 estaven llogats i ocupats pels llogaters i 5 estaven cedits a títol gratuït; 2 tenien una cambra, 6 en tenien dues, 12 en tenien tres, 12 en tenien quatre i 113 en tenien cinc o més. 123 habitatges disposaven pel capbaix d'una plaça de pàrquing. A 42 habitatges hi havia un automòbil i a 90 n'hi havia dos o més.

### Piràmide de població
La piràmide de població per edats i sexe el 2009 era:
| Homes | Edats   | Dones |
| ----- | ------- | ----- |
| 0     | 95 o +  | 0     |
| 0     | 90 a 94 | 0     |
| 0     | 85 a 89 | 0     |
| 0     | 80 a 84 | 4     |
| 0     | 75 a 79 | 4     |
| 8     | 70 a 74 | 8     |
| 4     | 65 a 69 | 4     |
| 16    | 60 a 64 | 8     |
| 8     | 55 a 59 | 12    |
| 12    | 50 a 54 | 8     |
| 16    | 45 a 49 | 12    |
| 8     | 40 a 44 | 12    |
| 16    | 35 a 39 | 12    |
| 12    | 30 a 34 | 16    |
| 4     | 25 a 29 | 8     |
| 4     | 20 a 24 | 4     |
| 16    | 15 a 19 | 0     |
| 32    | 10 a 14 | 8     |
| 8     | 5 a 9   | 24    |
| 8     | 0 a 4   | 0     |

## Economia
El 2007 la població en edat de treballar era de 253 persones, 188 eren actives i 65 eren inactives. De les 188 persones actives 172 estaven ocupades (94 homes i 78 dones) i 16 estaven aturades (6 homes i 10 dones). De les 65 persones inactives 9 estaven jubilades, 20 estaven estudiant i 36 estaven classificades com a «altres inactius».

### Ingressos
El 2009 a Havange hi havia 158 unitats fiscals que integraven 458,5 persones, la mediana anual d'ingressos fiscals per persona era de 17.857 €.

### Activitats econòmiques
Dels 8 establiments que hi havia el 2007, 1 era d'una empresa extractiva, 1 d'una empresa de fabricació d'altres productes industrials, 1 d'una empresa de construcció, 2 d'empreses de comerç i reparació d'automòbils, 1 d'una empresa d'hostatgeria i restauració, 1 d'una empresa immobiliària i 1 d'una empresa classificada com a «altres activitats de serveis».
Dels 2 establiments de servei als particulars que hi havia el 2009, 1 era un taller de reparació d'automòbils i de material agrícola i 1 lampisteria.
L'únic establiment comercial que hi havia el 2009 era una floristeria.
L'any 2000 a Havange hi havia 3 explotacions agrícoles que ocupaven un total de 273 hectàrees.

## Equipaments sanitaris i escolars
El 2009 hi havia una escola elemental.

## Poblacions més properes
El següent diagrama mostra les poblacions més properes.